# Turdinule à gorge rousse
Spelaeornis caudatus
Espèce
Statut de conservation UICN

 NT  : Quasi menacé
La Turdinule à gorge rousse (Spelaeornis caudatus) est une espèce de passereau de la famille des Timaliidae.

## Répartition
Cet oiseau se trouve au Bhoutan, en Inde et au Népal.

## Habitat
Elle habite les forêts tempérées.
Elle est menacée par la perte de son habitat.